# Paul Hinder
Paul Hinder (Lanterswil, 22 aprile 1942) è un vescovo cattolico svizzero, dal 1º maggio 2022 già vicario apostolico dell'Arabia meridionale.

## Biografia
Monsignor Paul Hinder è nato a Lanterswil il 22 aprile 1942. Ha tre fratelli: Wilhelm, Pio e Josef.

### Formazione e ministero sacerdotale
Nel 1962 è entrato nell'Ordine dei frati minori cappuccini. Il 18 settembre 1966 ha emesso la professione solenne. Ha studiato presso il seminario teologico del suo ordine a Soletta.
Il 4 luglio 1967 è stato ordinato presbitero a Soletta. Si è poi laureato all'Università di Friburgo con una tesi sui diritti fondamentali nella Chiesa. Dopo diversi anni di servizio nella pastorale e come capo del noviziato, è diventato superiore regionale dei cappuccini di lingua tedesca e nel 1989 provinciale dei cappuccini svizzeri. Nel 1994 è stato eletto nel consiglio generale dell'Ordine dei frati minori cappuccini con responsabilità sulle province di lingua tedesca e francese, nonché sui cappuccini del Medio Oriente.

### Ministero episcopale
Il 12 dicembre 2003 papa Giovanni Paolo II lo ha nominato vescovo ausiliare del vicariato apostolico dell'Arabia e vescovo titolare di Macon. Ha ricevuto l'ordinazione episcopale il 30 gennaio successivo nella cattedrale di San Giuseppe ad Abu Dhabi dal cardinale Crescenzio Sepe, prefetto della Congregazione per l'evangelizzazione dei popoli, coconsacranti l'arcivescovo Giuseppe De Andrea, nunzio apostolico in Kuwait, Bahrein, Yemen e Qatar e delegato apostolico nella Penisola Arabica, e il vicario apostolico dell'Arabia Giovanni Bernardo Gremoli.
Il 31 maggio 2011 il vicariato ha assunto l'attuale denominazione in forza del decreto Bonum animarum della Congregazione per l'evangelizzazione dei popoli. Con questa disposizione il vicariato apostolico ha ceduto la giurisdizione su Arabia Saudita, Qatar e Bahrein al vicariato apostolico del Kuwait, che contestualmente ha assunto la nuova denominazione di vicariato apostolico dell'Arabia settentrionale.
Il vicariato apostolico dell'Arabia meridionale, con più di 900 000 chilometri quadrati, è una delle più grandi circoscrizioni ecclesiastiche al mondo per superficie e comprende Yemen, Oman ed Emirati Arabi Uniti. Vi risiedono più di un milione di cristiani, in gran parte stranieri e spesso appartenenti a Chiese cattoliche di rito orientale, in particolare alla Chiesa maronita, alla Chiesa cattolica siro-malabarese e alla Chiesa cattolica siro-malankarese. Ha avuto particolarmente a cuore le condizioni di lavoro dei lavoratori stranieri, spesso poveri e a rischio di espulsione. Riguardo alla presunta minaccia dell'Islam all'Europa, ha affermato che, a suo avviso, il pericolo risiede nella tiepidezza religiosa degli europei.
Il 19 luglio 2008 papa Benedetto XVI lo ha nominato membro del Pontificio consiglio della pastorale per i migranti e gli itineranti. È consultore della Congregazione per l'evangelizzazione dei popoli e del Pontificio consiglio per il dialogo interreligioso.
Nel gennaio del 2008 e nel marzo del 2018 ha compiuto la visita ad limina.
Il 13 maggio 2020 è stato nominato amministratore apostolico dell'Arabia settentrionale; ha ricoperto tale ufficio fino al 18 marzo 2023.
Il 1º maggio 2022 papa Francesco ha accolto la sua rinuncia al governo pastorale del vicariato apostolico dell'Arabia meridionale per raggiunti limiti di età.

## Opinioni
Secondo monsignor Hinder, non vi è completa libertà di religione e di culto nei paesi a lui affidati. Tuttavia, tranne che in Arabia Saudita, vi sono edifici di culto in tutti gli altri paesi dove si può celebrare la liturgia. In genere è però vietato il proselitismo, ovvero il cercare di convertire o coinvolgere altri individui non cristiani. Secondo monsignor Hinder in Europa domina la paura dell'islamizzazione strisciante. Egli trova la ragione principale di questo nell'attuale migrazione da paesi con un'eccedenza di nascite in paesi con una popolazione nazionale in declino. Ha anche affermato riguardo alla crescita del numero di musulmani in Europa che "il problema non è la forza dell'Islam, ma la debolezza del cristianesimo".

## Opere
- Grundrechte in der Kirche: Eine Untersuchung zur Begründung der Grundrechte in der Kirche. Universität, Freiburg i.Ü. 1977, ISBN 3-7278-0174-3;
- Zwischen Morgenland und Abendland: Der Nahe Osten und die Christen. Dialog, Münster 2011, ISBN 978-3-941462-55-7 (Ed. Thomas Sternberg);
- Als Bischof in Arabien: Erfahrungen mit dem Islam. Herder, Freiburg im Breisgau 2016, ISBN 978-3-451-34883-9 (con Simon Biallowons).

## Genealogia episcopale
La genealogia episcopale è:
- Cardinale Scipione Rebiba
- Cardinale Giulio Antonio Santori
- Cardinale Girolamo Bernerio, O.P.
- Arcivescovo Galeazzo Sanvitale
- Cardinale Ludovico Ludovisi
- Cardinale Luigi Caetani
- Cardinale Ulderico Carpegna
- Cardinale Paluzzo Paluzzi Altieri degli Albertoni
- Papa Benedetto XIII
- Papa Benedetto XIV
- Papa Clemente XIII
- Cardinale Enrico Benedetto Stuart
- Papa Leone XII
- Cardinale Chiarissimo Falconieri Mellini
- Cardinale Camillo Di Pietro
- Cardinale Mieczysław Halka Ledóchowski
- Cardinale Jan Maurycy Paweł Puzyna de Kosielsko
- Arcivescovo Józef Bilczewski
- Arcivescovo Bolesław Twardowski
- Arcivescovo Eugeniusz Baziak
- Papa Giovanni Paolo II
- Cardinale Crescenzio Sepe
- Vescovo Paul Hinder, O.F.M.Cap.